# 弗兰克·鲍姆加特尔
弗兰克·鲍姆加特尔（德語：Frank Baumgartl，1955年5月29日—2010年8月26日），德国男子田径运动员。他曾代表东德参加1976年夏季奥林匹克运动会田径比赛，获得男子3000米障碍赛铜牌。